# Saint-Germain-des-Essourts
Saint-Germain-des-Essourts é uma comuna francesa na região administrativa da Normandia, no departamento de Sena Marítimo. Estende-se por uma área de 9,4 km². Em 2010 a comuna tinha 408 habitantes (densidade: 43,4 hab./km²).